# George Deek
George Deek (en hébreu : ג'ורג' דיק ; en arabe : جورج ديك ; né en 1984 à Tel Aviv) est un diplomate arabe israélien. En 2018, Georges Deek a été nommé ambassadeur d'Israël en Azerbaïdjan. Il est le premier chrétien arabe israélien nommé ambassadeur,.

## Biographie
George Deek a grandi dans une famille chrétienne orthodoxe orientale dans le quartier Ajami de Jaffa, dans un immeuble dont les autres locataires étaient musulmans, catholiques, juifs et un prêtre catholique d'ascendance juive,. Son père, qui travaillait comme conseiller fiscal, était l'un des dirigeants de la communauté chrétienne de Jaffa, président de l'Association orthodoxe et était considéré comme une figure bien connue et populaire de la ville ; en 2015, une place a été inaugurée en sa mémoire à Jaffa en présence du maire Ron Huldai.
Selon George Deek, ses grands-parents ont fui vers le Liban pour se mettre en sécurité lorsque les Arabes ont attaqué l’État naissant d’Israël, après avoir été informés que les Juifs les massacreraient s’ils restaient dans leurs maisons, mais espérant rentrer chez eux une fois que les armées arabes auraient vaincu les Juifs. Selon Deek, à la fin de la guerre, ses grands-parents se sont sentis « trompés » et ont décidé de rentrer illégalement chez eux à Jaffa plutôt que de rester au Liban en tant que réfugiés.
Puisque le retour dans le pays était illégal, le grand-père de George Deek, un électricien, a été arrêté et emprisonné, mais des amis et collègues juifs l'ont fait libérer.Les proches de George Deek, qui ont également fui en 1947 mais ne sont pas revenus, vivent désormais dispersés dans le monde entier.
George Deek a déclaré qu'il était d'origine arménienne du côté de son père, son arrière-grand-mère paternelle était une survivante du génocide arménien.
George Deek est diplômé de la faculté de droit de l’université Reichman. Il a également étudié à l'université de Georgetown grâce à une bourse Fulbright.
Polyglotte, il parle couramment l’hébreu, l’arabe et l’anglais et le français.

## Carrière
George Deek a rejoint le ministère des Affaires étrangères en 2008. Il a été chef de mission adjoint au Nigeria de 2009 à 2012. 
Puis il a été affecté à Oslo en Norvège de 2012 à 2015 où il était adjoint de l'ambassadeur Naim Araidi (en), un poète d’origine druze.
Ensuite il a été ambassadeur par intérim pendant le conflit Israël-Gaza de 2014,,.
En 2018, à 34 ans, George Deek a été nommé ambassadeur en Azerbaïdjan,.
George Deek est le premier chrétien arabe israélien à occuper le rang d'ambassadeur. Israël a eu des ambassadeurs arabes dans le passé, ainsi Ali Yahya (en) a été ambassadeur en Finlande et en Grèce.